# Comuna Novi Borovîci, Snovsk
Novi Borovîci (în ucraineană Нові Боровичі) este o comună în raionul Snovsk, regiunea Cernihiv, Ucraina, formată din satele Novi Borovîci (reședința) și Zahrebelna Sloboda.

## Demografie
Componența lingvistică a comunei Novi Borovîci
     Ucraineană (95,66%)
     Rusă (3,86%)
     Alte limbi (0,29%)
Conform recensământului din 2001, majoritatea populației comunei Novi Borovîci era vorbitoare de ucraineană (95,66%), existând în minoritate și vorbitori de rusă (3,86%).